# 17694 Jiránek
17694 Jiránek è un asteroide della fascia principale. Scoperto nel 1997, presenta un'orbita caratterizzata da un semiasse maggiore pari a 2,8422862 UA e da un'eccentricità di 0,0883038, inclinata di 3,19147° rispetto all'eclittica.